# 出会いのかけら
「出会いのかけら」（であいのかけら）は、2008年1月23日に発売されたケツメイシのメジャー17枚目・通算20枚目のシングル。

## 概要
前作「聖なる夜に／冬物語」から2ヶ月ぶりのシングル。「出会いのかけら」は2008年1月26日公開の映画『陰日向に咲く』主題歌となっている。MVには、映画の著者である劇団ひとりが出演。ケツメイシの主題歌使用はドラマを含めても今回が初となる。初回盤はオリジナルステッカーが封入される。

## 収録曲
1. 出会いのかけら
  - 編曲：NAOKI-T
2. あなたに会えてよかった
  - 編曲：YANAGIMAN
3. 都会の夜
  - 編曲：YANAGIMAN